# ヘラルド・アウテット
ヘラルド・アウテット・セーラバーサ（Gerard Autet Serrabasa, 1978年9月8日 - ）は、スペイン・カタルーニャ州出身の元サッカー選手、現サッカー指導者。ポジションはDF。

## 経歴
RCDエスパニョールBでプレーした後、いずれもセグンダ・ディビシオンのレバンテUDとヘレスCDでプレーした。5シーズンの間シェレスに在籍し、2007年にスポルティング・ヒホンに移籍した。2007-08シーズンは好成績を収め、プリメーラ・ディビシオンに昇格した。

## 所属クラブ
選手
- 1997-1999  パラモスCF
- 1999-2001  RCDエスパニョールB
- 2001-2002  レバンテUD
- 2002-2007  ヘレスCD
- 2007-2010  スポルティング・ヒホン
- 2010-2012  ヘレスCD

指導者
- 2012-  マッカビ・テル・アビブFC（アシスタントコーチ）